# 圣乔治教堂 (新加坡)
1°18′17.4″N 103°48′54.2″E / 1.304833°N 103.815056°E

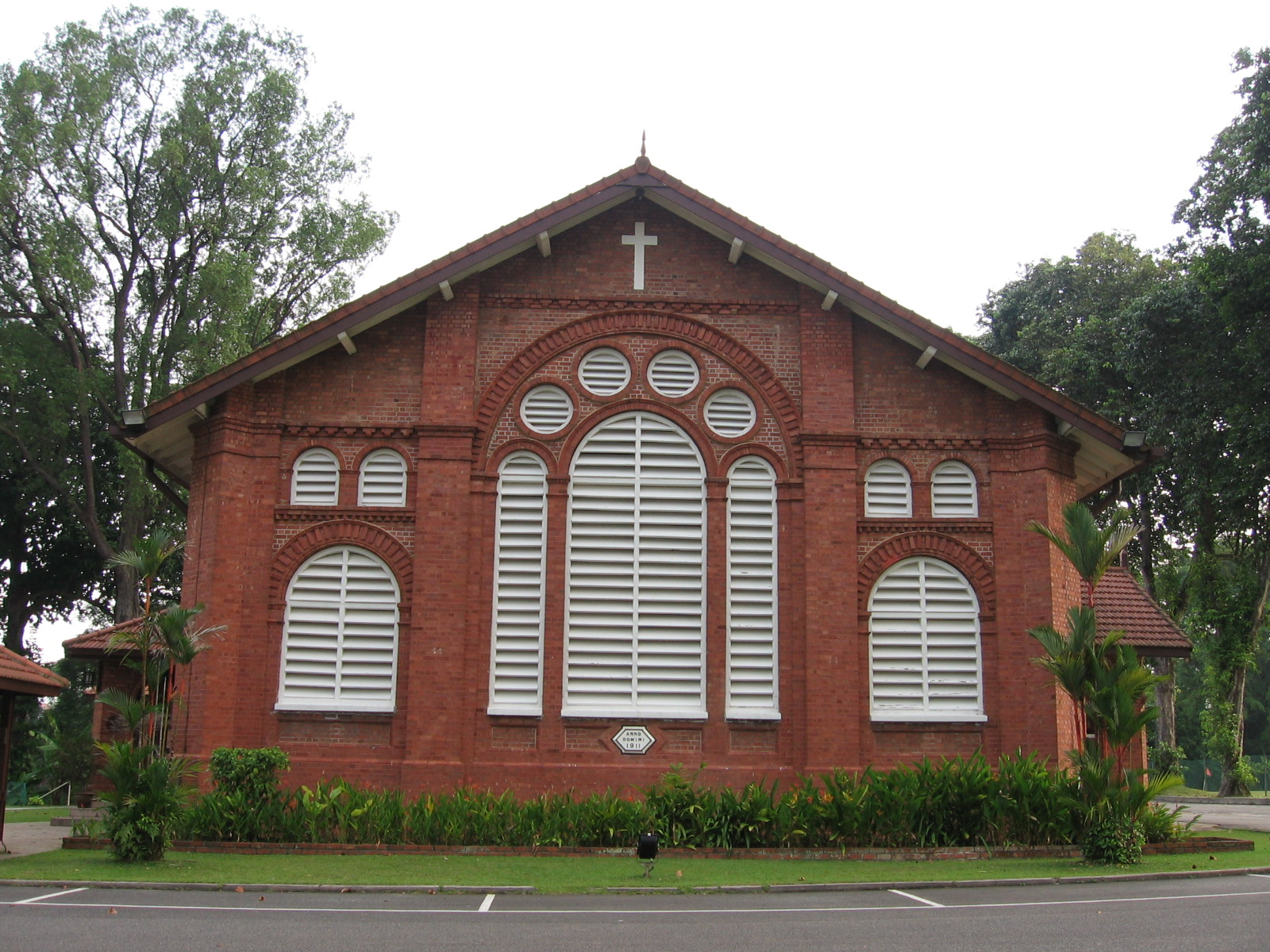
圣乔治教堂

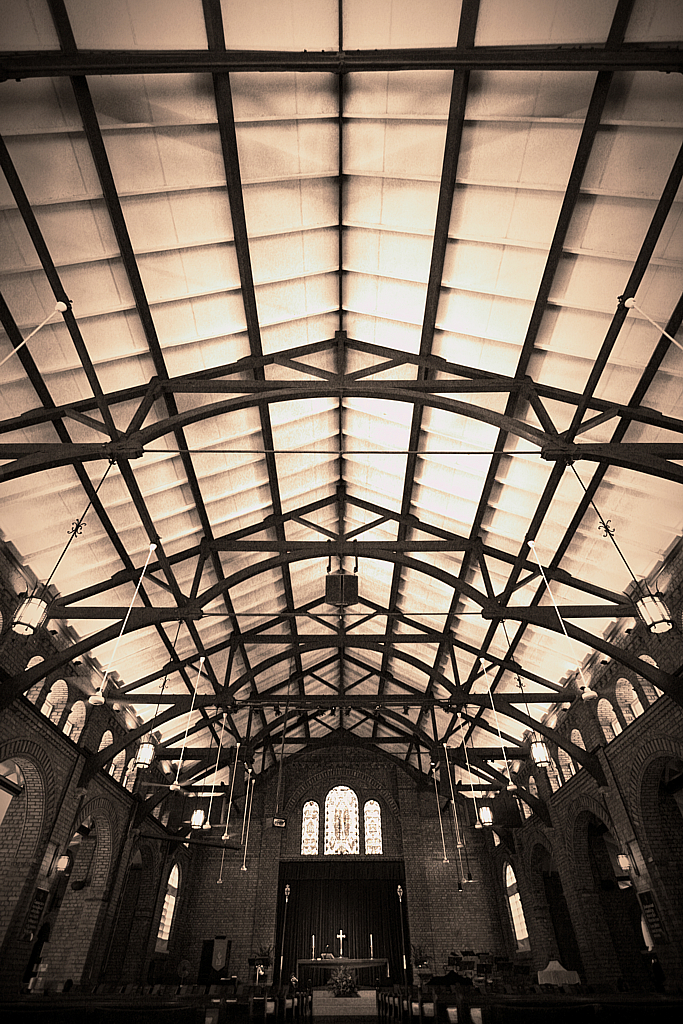
内部

圣乔治教堂（St George's Church）是新加坡的一座圣公会教堂，位于东陵规划区，荷兰路附近的明登路（Minden Road）。 

## 历史
圣乔治教堂属于圣公会新加坡教区，兴建于1910到1913年。这座圣公会教堂服务于英国军队的东陵军营— 曾是英国远东司令部的总部。1971年英军撤退后，由驻军教堂改为民用教堂。其花窗玻璃描绘基督。
1978年11月10日，圣乔治教堂被列为新加坡国家古迹。

## 名人
- 陈庆炎，新加坡第七任总统[1]